# Moskva (raketový křižník)
Moskva (rusky Москва) byl raketový křižník ruského námořnictva a vedoucí loď třídy projektu 1164 Atlant. Do služby byl přijat roku 1982 jako raketový křižník sovětského námořnictva Slava (rusky Слава). Po rozpadu Sovětského svazu přešel do nástupnického ruského námořnictva a roku 1996 byl přejmenován na Moskva. Byl vlajkovou lodí Černomořského loďstva. Během ruské invaze na Ukrajinu byl 13. dubna 2022 poškozen a den poté se potopil. Podle ruské verze byl příčinou jeho zkázy požár na palubě, podle ukrajinské verze jej zasáhly dvě ukrajinské protilodní střely Neptun.
Jde o největší válečnou ztrátu lodi ruského námořnictva od útoku Luftwaffe na bitevní loď Marat během druhé světové války a první ztrátou vlajkové lodi od potopení bitevní lodi Kňaz Suvorov v bitvě u Cušimy během rusko-japonské války. Poslední potopenou válečnou lodí podobné velikosti byl argentinský křižník ARA General Belgrano (ex USS Phoenix (CL-46)) potopený během války o Falklandy v roce 1982.

## Stavba

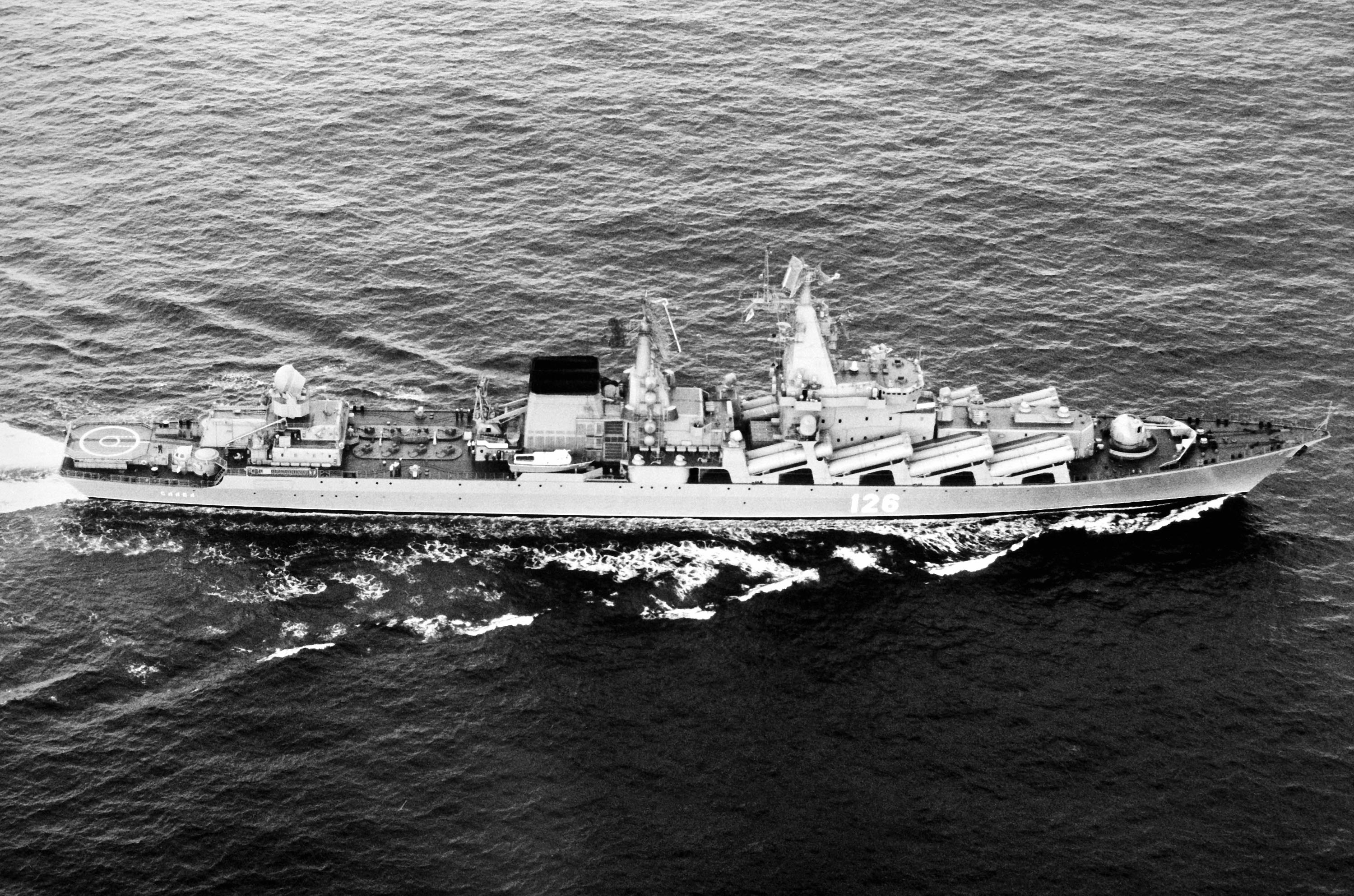
Sovětský křižník Slava v roce 1983

Křižník byl prototypovou jednotkou své třídy. Postavila jej Loděnice 61 komunardů v ukrajinském (tehdy sovětském) Mykolajivu. Jeho kýl byl založen 5. listopadu 1976. Na vodu byl spuštěn 27. července 1979 a do služby byl přijat 30. prosince 1982 pod jménem Slava.

## Služba

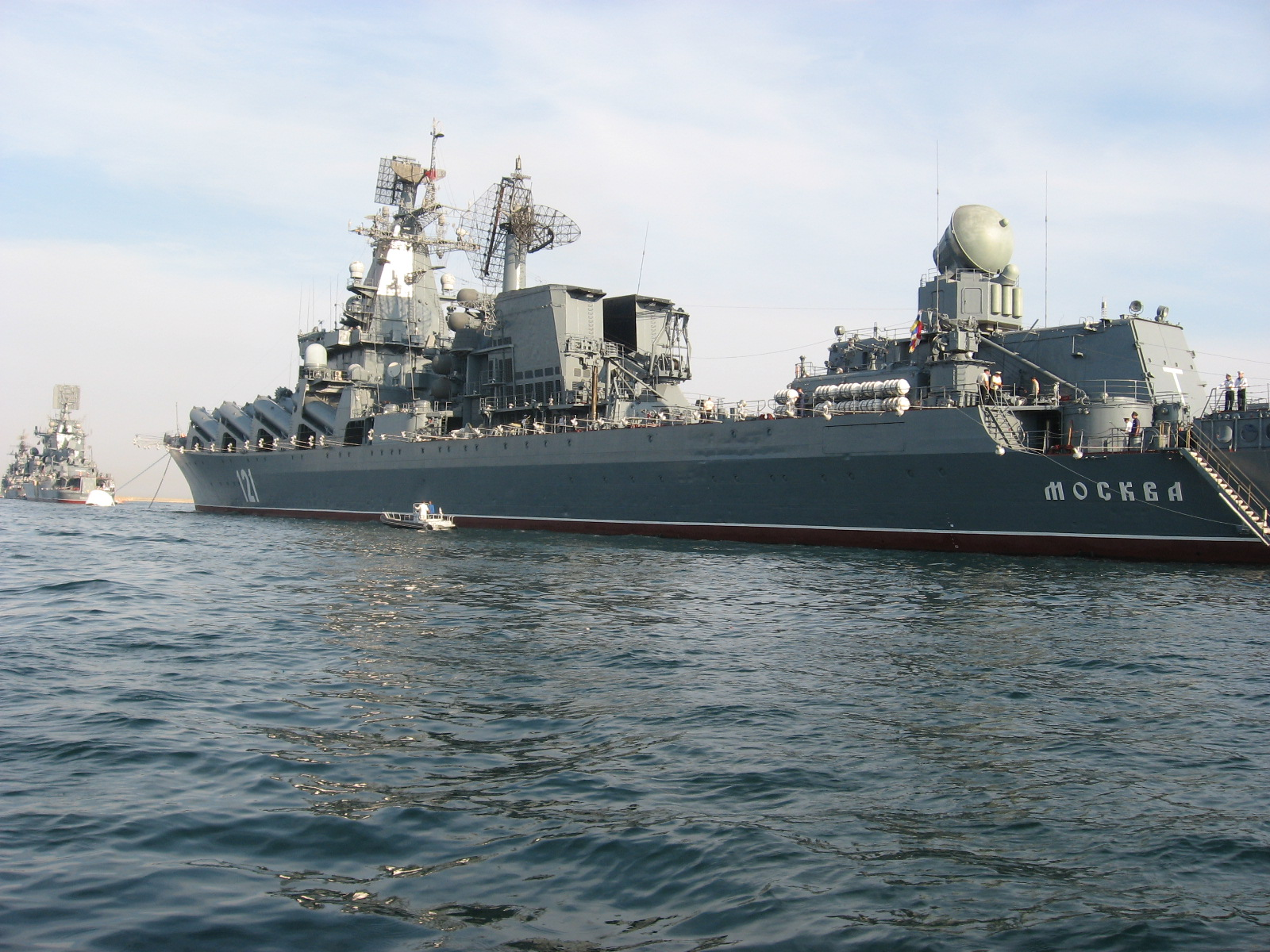
Ruský křižník Moskva (ex Slava) v roce 2009

### Sovětské námořnictvo
Křižník Slava měl být využit při Maltském summitu, při setkání amerického prezidenta George Bushe a generálního tajemníka ÚV KSSS Michaila Gorbačova ve dnech 2. až 3. prosince 1989. Americká delegace přitom měla svou odpočinkovou zónu na palubě raketového křižníku USS Belknap (CG-26). Kvůli rozbouřenému moři se setkání nakonec konalo na palubě sovětské výletní lodi Maxim Gorkij. V prosinci 1990 se loď navrátila do Mykolajivu na generální opravu.

### Ruské námořnictvo
15. května 1996 byl křižník přejmenován na Moskva. Do služby se vrátil až v srpnu 1999. Ve funkci vlajkové lodi Černomořské floty nahradil raketový křižník projektu 58 Admiral Golovko. V dubnu 2003 se účastnil cvičení s Indickým námořnictvem v Indickém oceánu. Bylo to největší cvičení[čí?] za posledních 10 let[kdy?]. Od té doby jsou ruské lodě pravidelnými účastníky indických cvičení.
Za rusko-gruzínské války křižník Moskva operoval v oblasti a zúčastnil se střetu s gruzínskými hlídkovými loděmi. Po ruském uznání nezávislosti Abcházie v roce 2008 byla loď umístěna u hlavního města Abcházie Suchumi. Na konci srpna 2013 byl křižník nasazen do Středozemního moře v reakci na nahromadění amerických válečných lodí podél pobřeží Sýrie.
Mezi 17. a 21. květnem 2015 se podílela na společném rusko-čínském námořním cvičení ve Středozemním moři Joint Sea 2015, a poté v červnu téhož roku operovala spolu s eskortní lodí Pytlivij a remorkérem Šachťor v Atlantiku.
Po sestřelení ruského bombardéru Suchoj Su-24 24. listopadu 2015 tureckým letectvem byla Moskva, vybavená protiletadlovým raketovým systémem S-300, nasazena nedaleko syrsko-turecké hranice, aby poskytla krytí protileteckou obranou ruským letadlům v oblasti. V lednu 2016 se vrátila do Sevastopolu, v její úloze u syrských břehů ji vystřídal sesterský křižník Varjag.

### Útok na Hadí ostrov

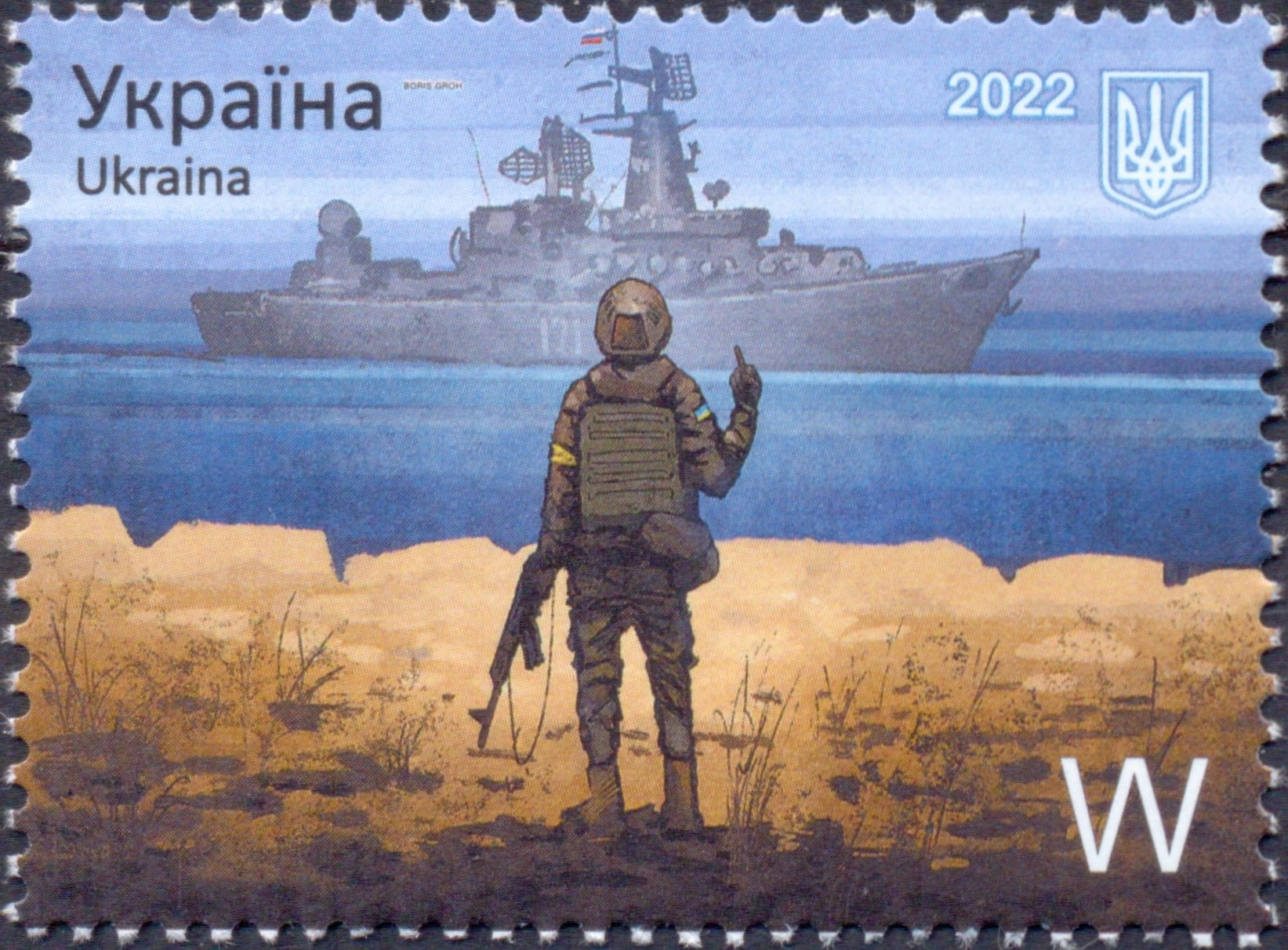
Na motivy událostí u Hadího ostrova byla vydána ukrajinská poštovní známka, dva dny před potopením lodi

Dne 24. února 2022 se při zahájení ruské invaze na Ukrajinu podílela spolu s hlídkovou lodí Projektu 22160 Vasilij Bykov na ostřelování ukrajinského Hadího ostrova. Posádka Moskvy tehdy vyzvala ukrajinské obránce Hadího ostrova, aby se vzdali, což tito odmítli slovy překládanými jako „Ruská válečná lodi, jdi do prdele!“

### Potopení
Dne 13. dubna vypukl na lodi požár následovaný explozí uložené munice. Loď se 14. dubna potopila.
Podle ukrajinských zdrojů byl křižník zasažen dvojicí protilodních střel Neptun, vypálených z pobřeží. Loď se v té době nacházela asi 60 až 65 námořních mil (111 až 120 km) od Oděsy. Útok střel byl koordinován s útokem dronu Bayraktar TB2, který měl zaměstnat protileteckou obranu křižníku a umožnit střelám proniknout k cíli.
Ruské zdroje připustily, že na lodi vypukl požár a následně explodovala munice. Příčinu požáru však neuvedly. Loď byla vážně poškozena a posádka údajně zcela evakuována. Později ministerstvo obrany oznámilo, že se loď potopila při vlečení do cílového přístavu. Podle ministerstva ztratila na rozbouřeném moři stabilitu.
V pondělí 18. dubna se na sociálních sítích objevily fotografie a krátké video, údajně zachycující Moskvu krátce před potopením. Loď třídy Slava na snímcích je viditelně těžce poškozená a naklání se na levobok. Z trupu stoupá hustý černý kouř. Loď je zřejmě opuštěná, neboť není vidět posádka a chybí záchranné čluny. Oslovení analytici potvrdili CNN, že loď na snímcích skutečně vypadá jako Moskva. Na záběrech je rovněž vidět velký ruský remorkér, který se pokouší loď hasit. Kreml potvrdil, že jeho lidé záběry viděli, ale k jejich autentičnosti se odmítl vyjádřit.
Pokud jsou výše zmíněné záběry autentické, střely zřejmě zasáhly střed trupu v blízkosti základny můstku. Experti rovněž upozornili, že střelecký radar 3R41 Volna, umístěný na zadní nástavbě a určený k navádění protiletadlových střel systému S-300F, je na snímcích v tzv. transportní poloze (aretovaný dozadu), což by nasvědčovalo tomu, že nesledoval cíl.

### Lidské oběti
Osud posádky zůstává nejasný. Jisté je, že potopení se neobešlo bez obětí na životech, neboť i ruská strana již přiznala jednoho mrtvého námořníka. Obětí však pravděpodobně bylo více. Na palubě Moskvy bylo kolem 500 námořníků.
Původní údaje ukrajinské strany naznačovaly, že zemřela skoro celá posádka křižníku včetně kapitána Antona Kuprina. Podle těchto tvrzení křižník kolem 2.00 ráno 14. dubna vyslal volání o pomoc, na které reagovala turecká loď plující poblíž. Na její palubě se zachránilo 54 námořníků z celkového počtu 485, než se křižník kolem 3.00 potopil.
Ruská strana v prvních reakcích uváděla pouze, že posádka byla evakuována a oběti nezmiňovala. V sobotu 16. dubna zveřejnilo ruské ministerstvo obrany video, na kterém se vrchní velitel ruského námořnictva admirál Nikolaj Jevmenov setkává s námořníky zachráněnými z Moskvy. Záběry ukazují Jemenova stojícího venku před asi stovkou námořníků. Video mělo být natočeno v Sevastopolu. Úsek filmu, kde je zmiňován počet členů posádky a mrtvých, je však bez zvuku. Pravost videa nebylo možno ověřit z nezávislých zdrojů. V úterý 19. dubna se v médiích objevilo jméno první potvrzené ruské oběti, kterou byl 19letý odvedenec Andrej Cyvov. Jeho smrt oznámilo ruské ministerstvo obrany jeho matce. Další členové posádky jsou vedeni jako nezvěstní. Podle nezávislých ruských médií mohlo být obětí kolem 40. Ve vojenské nemocnici na Krymu se údajně mělo nacházet kolem 200 zraněných námořníků z Moskvy.
Prokremelský web Readovka v pátek 22. dubna s odvoláním na zprávu ruského ministerstva zahraničí zveřejnil informace, mezi kterými byla uvedena i bilance obětí potopení Moskvy. Podle těchto údajů zahynulo 116 námořníků a dalších více než 100 bylo stále pohřešováno. Poté, co si zprávy povšimly a převzaly jí zahraniční agentury, web zprávu smazal s odůvodněním, že údajně šlo o útok proukrajinských hackerů.

## Následky potopení
Moskva je největší válečná loď potopená v akci od potopení argentinského křižníku ARA General Belgrano po zásahu torpédy z britské ponorky během války o Falklandy roku 1982. Zároveň jde o první potopenou ruskou vlajkovou loď od ztráty bitevní lodi Kňaz Suvorov v bitvě u Cušimy v roce 1905.
V roce 2020 ruská tisková agentura TASS uvedla, že v kapli na křižníku se měla nacházet „velmi vzácná a významná“ křesťanská relikvie, část Svatého Kříže, na němž byl ukřižován Ježíš Kristus. Toto tvrzení se po potopení lodi stalo předmětem spekulací: reakce z roku 2020 obecně považovaly za nepravděpodobné, že by tak vzácný objekt byl svěřen posádce lodi do opatrování; pokud ale tvrzení bylo pravdivé, potopila se relikvie s lodí?
Ztráta křižníku je považována za významný políček ruskému prezidentu Vladimiru Putinovi, i když význam je „více psychologický než materiální“.
Moskva byla jedinou lodí ruské černomořské floty vybavenou obrannými raketami dlouhého doletu (systém S-300F). Sama neodpalovala rakety na cíle na Ukrajině, ale zajišťovala protileteckou podporu plavidlům, které takové rakety odpalovaly. Její potopení tak přinutilo ostatní ruské lodi vzdálit se více od pobřeží. Tyto navíc ztratily efektivní obranu na větší vzdálenost proti leteckým útokům, zůstává ale otevřenou otázkou, zda ukrajinské ozbrojené síly mají ještě k dispozici prostředky, aby této výhody využily.
Ztráta lodi, údajně kvůli požáru a explozím na palubě, které vedly k potopení na „bouřlivém moři“, byla 15. dubna krátce zmíněna v hlavních ruských médiích a státní televizi.
I když Rusko oficiálně nepřiznalo, že loď se potopila následkem ukrajinského raketového útoku, 16. dubna v ranních hodinách zaútočilo na objekt v Kyjevě, popisovaný jako továrna na výrobu a opravu protilodních střel, pravděpodobně ve snaze o odplatu.
Vzhledem k tomu, že Turecko po vypuknutí invaze uzavřelo na základě Konvence z Montreux pro válečně lodě úžiny Bospor a Dardanely, které jsou jedinou vodní cestou ze Středozemního do Černého moře, nemá Rusko legální možnost, jak potopený křižník v oblasti nahradit jinou lodí či loděmi z jiné své floty.